# João Miquez
João Miquez, também conhecido como Joseph Nasi ou Nassi, foi um diplomata  e administrador judeu, uma figura influente no Império Otomano, durante o governo do sultão Solimão, o Magnífico e de seu filho Selim II.
Nascido em Portugal, de família marrana (praticantes do judaísmo secretamente), amigo de Maximiliano, sobrinho do rei Carlos I de Espanha. Refugiou-se nos Países Baixos juntamente com a sua tia D. Gracia Nasi. Estudou na Universidade Velha de Lovaina mas teve de fugir da Inquisição -  primeiro para França, depois para Veneza e, finalmente, para o Império Otomano, a Grande Porta, em 1554.
Como recompensa pelos serviços prestados ao sultão, foi feito Duque de Naxos e depois, Conde d'Andros. Governava suas possessões a partir de seu palácio do Belvedere, em Constantinopla, onde mantinha a sua própria gráfica.
Em 1561, Joseph Nasi foi nomeado Senhor de Tiberíades. Precursor do movimento sionista, encorajou a reinstalação de judeus na região.